# Стоян Терзиев (Казанка)
Вижте пояснителната страница за други личности с името Стоян Терзиев.
Стоян Димов Терзиев, по-известен като Стоян Войвода, е български революционер, четник в четата на Христо Ботев.

## Биография
Стоян Терзиев е роден през 1847 година в старозагорското село Казанка, тогава в Османската империя, в семейството на шивача Димо Стоянов. Брат му Иван Терзиев – Иваното е командир на опълченска дружина през 1877 година.
Стоян Терзиев участва в малка чета край Горно ново село в Средна гора, участва в подготовката на Старозагорското въстание през 1875 година, след което емигрира отвъд Дунава.
Присъединява се към четата на Христо Ботев и е назначен за войвода в ариергарда ѝ, с която акостира в Козлодуй. Убит е в сражение с турски аскер на 18 май (3 юни) 1876 година в местността Прапора, село Алтимир. Там е построен скромен паметник в негова чест.
- Жители от Казанка на поклонение в Алтимир пред паметника на Стоян войвода, 2006 г.
- Паметник на Стоян войвода в Казанка
- Паметник на Иван Терзиев – Иваното в Казанка